# Piadena
Piadena település Olaszországban, Lombardia régióban, Cremona megyében. Lakosainak száma 3455 fő (2017. január 1.). Piadena Calvatone, Casteldidone, Drizzona, San Giovanni in Croce, Solarolo Rainerio, Voltido, Rivarolo Mantovano, Canneto sull’Oglio és Tornata községekkel határos.

## Népesség
A település lakossága az elmúlt években az alábbi módon változott:
| Lakosok száma | 3590 | 3455 | 3438 |
|               | 2013 | 2017 | 2018 |